# Diocesi di Babilonia
La diocesi di Babilonia (in latino Dioecesis Babilonensis) è una sede soppressa e sede titolare della Chiesa cattolica.

## Storia
Babilonia, identificabile con Casr-Esch-Scham, è un'antica sede episcopale della provincia romana dell'Augustamnica Seconda nella diocesi civile d'Egitto. Faceva parte del patriarcato di Alessandria ed era suffraganea dell'arcidiocesi di Leontopoli.
Sono cinque i vescovi ortodossi noti di quest'antica diocesi egiziana, che fu eretta probabilmente all'epoca dell'arcivescovo Teofilo (385-412). Il primo è Ciro, che prese parte al concilio di Efeso del 449. Nel 459 Fozio sottoscrisse il decreto sinodale di Gennadio I di Costantinopoli contro i simoniaci. Il Prato spirituale del monaco e agiografo Giovanni Mosco racconta la storia del monaco sinaitico Zosimo, che fu ordinato vescovo di Babilonia dal patriarca Apollinare, in carica dal 551 al 569, ma che, lasciato l'episcopato, si ritirò nel suo eremo d'origine.
Le Quien menziona due altri vescovi di fede calcedonese, vissuti in epoca araba. Costantino fu vescovo durante il patriarcato di Cosma I, in carica dal 727 al 768. Giacomo è menzionato in una lettera che il patriarca alessandrino Michele II inviò a Costantinopoli e che fu letta durante il concilio di Costantinopoli dell'879-880 che riabilitò il patriarca Fozio di Costantinopoli.
Dal 1933 Babilonia è annoverata tra le sedi vescovili titolari della Chiesa cattolica; la sede finora non è mai stata assegnata.

## Cronotassi dei vescovi di fede calcedonese
- Ciro † (menzionato nel 449)
- Fozio † (menzionato nel 459)
- Zosimo † (metà del VI secolo)
- Costantino † (prima metà dell'VIII secolo)
- Giacomo † (menzionato nell'879/880)